# Ella Baila Sola
«Ella Baila Sola» (She Dances Alone) — песня американской группы Eslabon Armado и мексиканского рэпера Peso Pluma, вышедшая 17 апреля 2023 года с помощью лейбла DEL Records. Песня была написана солистом группы Eslabon Armado Педро Товаром в стиле Regional Mexican. Она стала вирусной на TikTok, достигла первого места в чартах Billboard Global 200, Hot Latin Songs, Mexico Songs и стала 4-кратной платиновой. Она стала первой в истории региональной мексиканской песней, попавшей в топ-10 американского Billboard Hot 100, а также первой песней этого стиля, возглавившей Billboard Global 200.

## История
Вокалист калифорнийского квартета Eslabon Armado Педро Товар назвал работу с Peso Pluma (чьё настоящее имя Hassan Emilio Kabande Laija) «вероятно, одной из лучших совместных работ», поскольку они хорошо ладили в студии, и заявил, что ценит сотрудничество, поскольку «оно пошло на пользу им обоим». Оба артиста также выразили удивление успехом песни.

## Коммерческий успех
Песня достигла первого места в чарте Hot Latin Songs от 15 апреля 2023 года, и стала первым региональным мексиканским треком, вошедшим в топ-10 US Billboard Hot 100 на следующей неделе (22 апреля), а также первой песней из топ-10 для группы Eslabon Armado и мексиканского рэпера Peso Pluma. Она достигла пятого места в Hot 100 и первого места в Billboard Global 200 на следующей неделе. Квартет Eslabon Armado из Калифорнии и Peso Pluma из Мексики впервые возглавили Global 200 — это первый региональный мексиканский № 1 в чарте. Это также четвёртый полностью испаноязычный лидер в списке, после «TQG» Кароль Джи и Шакиры, который лидировал в течение недели после дебюта в марте; «Bzrp Music Sessions, Vol. 52» Bizarrap и Quevedo (четыре недели, 2022 год); и «Dákiti» Бэд Банни и Jhay Cortez (теперь Jhayco; три недели, 2020 год).
Благодаря успеху песни её автор (Pedro Tovar) впервые возглавил чарт композиторов Hot 100 Songwriters Chart.

## Награды и номинации
В списке лучших песен 2023 года журнала Rolling Stone трек «Ella Baila Sola» занял 1 место.
| Организация | Год                          | Категория                               | Результат | Ссылка |
| ----------- | ---------------------------- | --------------------------------------- | --------- | ------ |
| 2023        | Billboard Latin Music Awards | Hot Latin Song Of The Year              | Победа    | [ 8 ]  |
| 2023        | Billboard Latin Music Awards | Global 200 Latin Song Of The Year       | Номинация | [ 8 ]  |
| 2023        | Billboard Latin Music Awards | Hot Latin Song Of The Year, Vocal Event | Победа    | [ 8 ]  |
| 2023        | Billboard Latin Music Awards | Sales Song Of The Year                  | Номинация | [ 8 ]  |
| 2023        | Billboard Latin Music Awards | Streaming Song Of The Year              | Победа    | [ 8 ]  |
| 2023        | Billboard Latin Music Awards | Regional Mexican Song Of The Year       | Победа    | [ 8 ]  |
| 2023        | Billboard Music Awards       | Top Latin Song                          | Победа    | [ 9 ]  |
| 2023        | Latin Grammy Awards          | Song Of The Year                        | Номинация | [ 10 ] |
| 2023        | Latin Grammy Awards          | Best Regional Mexican Song              | Номинация | [ 10 ] |
| 2023        | Los 40 Music Awards          | Best Latin Song                         | Номинация | [ 11 ] |
| 2023        | Los 40 Music Awards          | Best Latin Collaboration                | Номинация | [ 11 ] |
| 2023        | MTV Millennial Awards        | Global Hit Of The Year                  | Номинация | [ 12 ] |
| 2023        | MTV Millennial Awards        | Viral Anthem                            | Номинация | [ 12 ] |
| 2023        | MTV Video Music Awards       | Best Latin                              | Номинация | [ 13 ] |
| 2023        | Premios Juventud             | Best Regional Mexican Song              | Победа    | [ 14 ] |

## Чарты
| Чарт (2023)                              | Высшая позиция |
| ---------------------------------------- | -------------- |
| Боливия (Billboard)                      | 3              |
| Чили (Billboard)                         | 12             |
| Колумбия (Billboard)                     | 1              |
| Эквадор (Billboard)                      | 4              |
| Мир (Billboard Global 200)               | 1              |
| Мексика (Mexico Songs, Billboard)        | 1              |
| Перу (Billboard)                         | 18             |
| Испания (PROMUSICAE)                     | 44             |
| США (Billboard Hot 100)                  | 4              |
| США (Billboard Hot Latin Songs)          | 1              |
| США (Billboard Latin Airplay)            | 1              |
| США (Billboard Regional Mexican Airplay) | 1              |

| Чарт (2023)                    | Позиция |
| ------------------------------ | ------- |
| Global 200 (Billboard)         | 12      |
| US Billboard Hot 100           | 26      |
| US Hot Latin Songs (Billboard) | 1       |

## Сертификации
| Регион                                                                      | Сертификация           | Продажи   |
| --------------------------------------------------------------------------- | ---------------------- | --------- |
| Италия (FIMI)                                                               | Золотой                | 50 000    |
| Португалия (AFP)                                                            | Золотой                | 5000      |
| Испания (PROMUSICAE)                                                        | 2× Платиновый          | 120 000   |
| США (RIAA)                                                                  | 21× Платиновый (Latin) | 1 260 000 |
| Данные о продажах + прослушиваниях приведены только на основе сертификации. |                        |           |